# 제프리 힌턴
제프리 에버리스트 힌턴(영어: Geoffrey Everest Hinton, 1947년 12월 6일~)은 인공지능(AI) 분야를 개척한 영국 출신의 컴퓨터과학자이자 인지과학자, 인지심리학자이다. 캐나다에 위치한 토론토 대학교에서 컴퓨터 과학 교수로 재직중이며 구글 브레인(Google Brain)석학 연구원도 겸임했었으나 2023년 인공지능(AI)의 위험성에 대해 경고하며 퇴사하였다. 2017년에는 토론토에 소재한 벡터 연구소(Vector Institute)를 공동 설립하고 수석 과학 자문으로 활동했다.
힌턴은 1986년 데이비드 럼멜하트, 로널드 윌리엄스와 함께 발표한 논문에서 역전파(backpropagation) 알고리즘을 다층 신경망 학습에 적용하는 방식을 소개하여 널리 주목받았다. 비록 이들이 해당 접근을 최초로 제안한 것은 아니었지만, 알고리즘의 대중화를 이끈 것으로 평가된다. 힌턴은 딥러닝 분야를 선도하는 인물로 여겨지며, 그의 제자인 알렉스 크리제브스키와 일리야 수츠케버와 함께 개발한 이미지넷 챌린지 2012의 알렉스넷(AlexNet)은 컴퓨터 비전 분야에서 획기적인 성과로 간주된다.
딥러닝에 대한 공로를 인정받아 2018년 요슈아 벤지오 몬트리올대 컴퓨터과학과 교수, 메타의 AI 과학자 얀 르쿤과 함께 컴퓨터 과학 분야의 노벨상 튜링상을 수상하였다. 존 홉필드과 함께 인공신경망에 대한 연구로 2024년 노벨 물리학상을 수여받았다. 전통적인 물리학 이외에 다학제적 연구분야인 인공지능을 연구해 컴퓨터과학자가 노벨 물리학상을 받은 것은 이번이 첫 사례로 상당한 파격성을 띈다.
힌턴은 2023년 5월 구글을 떠나며 “AI의 위험성에 대해 자유롭게 말하고 싶다”고 밝혔으며, 악의적인 사용자에 의한 오용, 기술적 실업, 인공지능의 존재론적 위험성 등 다양한 문제를 우려하고 있다. 그는 AI 사용 경쟁에 참여하는 기업 및 국가 간의 협력을 통해 안전 가이드라인을 수립해야 한다고 주장했다. 노벨상 수상 이후에는 인간보다 더 똑똑한 AI를 제어하기 위한 AI 안전 연구의 시급성을 다시금 강조했다.

## 생애 초기
제프리 힌턴은 1947년 12월 6일 영국 윔블던에서 태어나 브리스톨의 클리프턴 칼리지에서 교육을 받았다. 1967년 케임브리지 대학교 킹스 칼리지에 입학한 그는 자연과학, 예술사, 철학 등 여러 전공을 전전하다가 결국 실험심리학으로 학사 학위를 1970년에 취득했다. 이후 1년간 목공 일을 배우며 실무를 익힌 뒤, 다시 학문으로 돌아갔다.
1972년부터 1975년까지 에든버러 대학교에서 인공지능을 전공했으며, 1978년에 크리스토퍼 롱게트-히긴스의 지도를 받아 박사학위를 받았다. 롱게트-히긴스는 기호주의 인공지능 접근법을 선호했으며, 이는 힌턴의 이후 연구와 대비된다.

## 연구 활동
박사 학위 취득 후, 제프리 힌턴은 서식스 대학교와 MRC 응용심리학 연구소에서 일했다. 그러나 영국에서 연구 자금을 확보하는 데 어려움을 겪으면서, 미국으로 건너가 캘리포니아 대학교 샌디에이고 캠퍼스와 카네기 멜런 대학교에서 연구를 이어갔다. 이후 그는 유니버시티 칼리지 런던(UCL)의 개츠비 자선재단 계산신경과학 유닛의 초대 책임자를 맡았다. 1987년부터 힌턴은 토론토 대학교 컴퓨터과학과의 교수로 임명되었으며, 현재는 명예 석좌교수로 재직 중이다.
캐나다에 정착한 1987년, 힌턴은 캐나다 고등연구소(CIFAR)에 인공지능, 로보틱스 및 사회 프로그램의 펠로우로 참여했다. 이후 2004년, 힌턴과 공동 연구자들은 "신경 계산 및 적응적 지각"(Neural Computation and Adaptive Perception, NCAP)이라는 새로운 연구 프로그램을 제안해 성공적으로 출범시켰으며, 이 프로그램은 현재 "기계와 뇌에서의 학습"(Learning in Machines & Brains)으로 명칭이 변경되었다. 힌턴은 이 프로그램을 10년간 이끌었고, 프로그램 구성원에는 요슈아 벤지오와 얀 르쿤도 포함되어 있으며, 이들은 함께 2018년 튜링상을 공동 수상했다. 세 연구자는 현재도 CIFAR의 해당 프로그램에서 활동 중이다.
힌턴은 2012년 코세라 플랫폼을 통해 신경망에 관한 무료 온라인 강좌를 개설해 대중 교육에도 기여했다. 같은 해, 그는 토론토 대학교 컴퓨터과학과 소속 대학원생 알렉스 크리제브스키, 일야 수츠케버와 함께 DNNresearch Inc.를 공동 창업했다. 2013년 3월, 구글이 이 회사를 인수하면서 힌턴은 학계와 구글에서의 연구를 병행하게 되었다.
힌턴의 연구는 기계학습, 기억, 지각, 기호처리 등에 신경망을 활용하는 방법에 초점을 맞추고 있으며, 그는 200편 이상의 동료 평가 논문을 발표했다.
힌턴은 UCSD에서 박사후 과정을 밟던 시절, 데이비드 E. 럼멜하트, 로널드 J. 윌리엄스와 함께 역전파 알고리즘을 다층 신경망에 적용했다. 이들의 실험은 이러한 신경망이 유용한 내부 표현을 학습할 수 있음을 보여주었다. 2018년 한 인터뷰에서, 힌턴은 "역전파의 핵심 아이디어는 럼멜하트가 고안한 것"이라며 그 공로를 인정했다. 이들의 연구는 역전파를 널리 알리는 데 기여했지만, 최초의 제안은 아니었다. 역전파의 특수한 형태인 역방향 자동 미분(reverse-mode automatic differentiation)은 세포 린나인마가 1970년에 제안했고, 폴 워보스는 1974년에 이를 신경망 학습에 사용할 수 있다고 주장했다.
1985년, 제프리 힌턴은 데이비드 액클리(David Ackley), 테리 세이노프스키(Terry Sejnowski)와 함께 볼츠만 머신을 공동 개발했다. 이외에도 힌턴은 신경망 연구에서 분산 표현(distributed representations), 시차 신경망(time delay neural network), 전문가 혼합 모델(mixtures of experts), 헬름홀츠 머신(Helmholtz machines), 전문가 곱(product of experts) 등의 개념을 제시하며 큰 공헌을 했다. 그의 연구는 1992년 9월과 1993년 10월호의 《사이언티픽 아메리칸》 기사에 일반적인 대중을 상대로 기사가 작성되기도 했다.
2007년, 힌턴은 이미지 변환의 비지도 학습에 관한 논문을 공동 저술했다. 2008년에는 로렌스 판 데어 마텐(Laurens van der Maaten)과 함께 데이터 시각화 기법 t-SNE를 개발했다.
2017년 10월과 11월에는 캡슐 신경망(capsule neural networks)을 주제로 한 두 편의 공개 논문을 발표했으며, 그는 이를 "마침내 잘 작동하는 것"이라 평가했다.
2022년 신경정보처리시스템 학회(NeurIPS)에서 힌턴은 새로운 신경망 학습 알고리즘인 "포워드-포워드(Forward-Forward)" 알고리즘을 발표했다. 이 알고리즘은 기존의 순전파-역전파 방식(backpropagation)을 대체하는 개념으로, 긍정적(실제) 데이터와 네트워크 자체가 생성한 부정적 데이터를 각각 한 번씩 순전파하는 방식이다.
2023년 5월, 힌턴은 구글에서의 사임을 공개적으로 발표했다. 그는 인공지능의 위험성에 대해 자유롭게 발언하고 싶어서 사임을 결정했으며, 자신의 평생 연구에 대해 일말의 후회를 느낀다고 밝혔다.

## 사생활
제프리 힌턴은 첫 번째 아내 로잘린 잘린(Rosalind Zalin)과 1994년 난소암으로 인 사별했다. 두 번째 아내 재클린 "재키" 포드(Jacqueline "Jackie" Ford)는 2018년 췌장암으로 사망했다.
힌턴은 수학자이자 교육자인 메리 에베레스트 불(Mary Everest Boole)과 논리학자 조지 불의 고손자이다. 조지 불의 연구는 불리언 자료형 등 현대 컴퓨터 과학의 기초 중 하나가 되었다. 힌턴의 또 다른 고조부는 외과의이자 작가였던 제임스 힌턴(James Hinton)으로, 수학자 찰스 하워드 힌턴(Charles Howard Hinton)의 아버지이기도 하다.
힌턴의 아버지는 곤충학자 하워드 힌턴(Howard Hinton)이다. 힌턴의 중간 이름 ‘에베레스트(Everest)’는 인도 측량국장이었으며 히말라야의 에베레스트산의 이름 유래가 된 친척 조지 에베레스트(George Everest)에서 유래했다. 그는 경제학자 콜린 클라크(Colin Clark)의 조카이기도 하다.
힌턴은 19세 때 허리 부상을 입어, 오랜 시간 앉아 있는 것이 힘들다고 한다. 그는 평생 동안 우울증을 겪어 왔다.